# Jerzy Nalichowski
Jerzy Kazimierz Nalichowski (ur. 1 kwietnia 1944 w Praszce, zm. 24 maja 2017 w Jeleniej Górze) – polski polityk i inżynier, działacz opozycji w okresie PRL, wojewoda jeleniogórski.

## Życiorys
Syn Franciszka i Heleny. Ukończył studia na Wydziale Chemii Politechniki Wrocławskiej. W latach 1969–1989 pracował w zakładach przemysłowych w Kowarach i w zakładzie doświadczalnym PWr. W 1980 wstąpił do „Solidarności”. Po wprowadzeniu stanu wojennego został internowany na okres od 13 grudnia 1981 do 23 czerwca 1982 (w Kamiennej Górze i Głogowie). Po zwolnieniu współpracował z niejawnymi strukturami związku, wydawał też lokalny miesięcznik drugiego obiegu „Dywanik”.
W latach 1990–1995 zajmował stanowisko wojewody jeleniogórskiego. Od 1995 w PZU S.A., pełnił funkcję dyrektora inspektoratu w Jeleniej Górze, a w latach 2003–2006 był dyrektorem inspektoratu w Lwówku Śląskim. W 2009 przeszedł na emeryturę.
Od 1998 do 2002 sprawował mandat radnego sejmiku dolnośląskiego I kadencji. Należał do Ruchu Społecznego, kierował klubem radnych Akcji Wyborczej Solidarność. Bezskutecznie ubiegał się o reelekcję z listy POPiS-u. Później wycofał się z bieżącej polityki. W 2010 kandydował na burmistrza Kowar z ramienia Wspólnoty Jeleniogórskiej, zajmując 5. miejsce spośród 7 kandydatów. W 2014 bez powodzenia kandydował do sejmiku z listy Bezpartyjnych Samorządowców.
W 1998 otrzymał Srebrny Krzyż Zasługi, w 2017 pośmiertnie odznaczony Krzyżem Wolności i Solidarności.
Został pochowany 27 maja 2017 na cmentarzu przy ul. Matejki w Kowarach (B4/6/9).